# 6301 Bohumilruprecht
6301 Bohumilruprecht este o planetă minoră (asteroid), cu un diametru de 18,02 km, din centura de asteroizi. A fost descoperită pe 29 ianuarie 1989 la Observatorul Kleť de Zdeňka Vávrová⁠(d) și a fost numită după Bohumil Ruprecht⁠(d). 
Obiectul prezintă o orbită caracterizată de o semiaxă mare de 3,1714027 UAi, o excentricitate de 0,16, o înclinație de 0,49313 ° în raport cu ecliptica.